# Anche io
Anche io (She Said) è un film del 2022 diretto da Maria Schrader, sul caso Harvey Weinstein.

## Trama
Nel 2017 la giornalista del New York Times Jodi Kantor riceve una soffiata secondo cui l'attrice Rose McGowan è stata aggredita sessualmente dal produttore Indiewood, Harvey Weinstein, fondatore della Miramax. McGowan inizialmente rifiuta di commentare, ma in seguito richiama Kantor e descrive un incontro in cui Weinstein l'ha violentata quando aveva 23 anni. Kantor parla anche con le attrici Ashley Judd e Gwyneth Paltrow, che descrivono i propri incontri sessuali con Weinstein, ma entrambe chiedono di non essere nominate nell'articolo per paura di un contraccolpo di carriera. Frustrata dalla mancanza di progressi nelle sue successive indagini, Kantor recluta Megan Twohey per aiutarla con il pezzo.
Twohey rintraccia una donna che ha lavorato come assistente di Weinstein alla Miramax decenni fa ed è scomparsa; la donna si rifiuta timorosamente di parlare per aver firmato un accordo di non divulgazione. Kantor affronta l'ex direttore finanziario della Miramax sui precedenti pagamenti di Weinstein contro le sue accusatrici, ma esita a divulgare qualsiasi informazione al riguardo. Allo stesso modo Twohey viene rifiutata dall'EEOC dopo aver richiesto maggiori informazioni su questi pagamenti. Twohey parla con un ex membro dell'ufficio del procuratore distrettuale del motivo per cui le denunce penali contro Weinstein sono state archiviate così rapidamente; scopre che Weinstein aveva legami sociali con l'ufficio del procuratore distrettuale.
Kantor riceve una soffiata su tre ex assistenti di Weinstein che potrebbero aver subito abusi: Rowena Chiu, Zelda Perkins e Laura Madden. Kantor viaggia per incontrare ciascuna di loro individualmente; non è in grado di incontrare Chiu, ma Perkins racconta un incidente in cui Chiu ha avuto un crollo psicologico a causa di un incontro sessuale con Weinstein. Madden inizialmente rifiuta di parlare con Kantor, ma cambia idea dopo che una rappresentante di Weinstein la invita a non parlare ai giornalisti della sua esperienza.
Weinstein viene a sapere delle indagini e invia un avvocato per tentare di placare i giornalisti, ma rifiuta di andare a verbale e nega ogni illecito. L'avvocato riconosce una serie di accordi finanziari passati, ma rifiuta di dire quanti. Kantor riceve una soffiata anonima per parlare con Irwin Reiter, uno degli ex contabili di Weinstein; lui le mostra una circolare circolata alla Miramax nel 2015 che descrive in dettaglio le accuse di abuso da parte di un ex dipendente.
Il Times informa il consiglio della Weinstein Company dell'imminente articolo e chiede una dichiarazione. Weinstein nega le accuse e fa pressioni sulle giornaliste affinché citino le loro fonti, minacciando di parlare con altre pubblicazioni per screditare la storia. Weinstein alla fine rilascia una dichiarazione in cui riconosce di aver causato dolore ad altri in passato e che sta prendendo un congedo dalla Weinstein Company. Kantor e Twohey tentano di convincere le loro fonti a parlare ufficialmente. Tutte inizialmente non vogliono, ma Judd e Madden in seguito accettano di essere nominate nell'articolo, credendo che sia la cosa giusta da fare.
Il Times pubblica la storia il 5 ottobre 2017. Dopo la pubblicazione dell'articolo, 82 donne si fanno avanti con le proprie accuse contro Weinstein, portando a riforme legali e sul posto di lavoro. Weinstein sconterà una condanna a 23 anni per stupro e violenza sessuale a New York.

## Produzione

### Sviluppo
Nel 2018 le case cinematografiche Annapurna Pictures e Plan B Entertainment hanno acquistato i diritti d'autore per il libro di Jodi Kantor e Megan Twohey She Said, pubblicato l'anno successivo. Nel giugno 2021 la Universal Pictures ha annunciato che il progetto, con Zoe Kazan e Carey Mulligan nel ruolo delle due protagoniste, sarebbe stato diretto da Maria Schrader e prodotto da Brad Pitt, Dede Gardner e Jeremy Kleiner. Tra l'agosto e l'ottobre 2021 è stata confermata la presenza nel cast di Patricia Clarkson, Andre Braugher, Samantha Morton, Tom Pelphrey e Adam Shapiro.

## Promozione
Il primo trailer è stato pubblicato il 14 luglio 2022.

## Distribuzione
È stato presentato in anteprima al 60° New York Film Festival il 13 ottobre 2022 e al BFI London Film Festival il 14 ottobre 2022. È stato anche proiettato al TCL Chinese Theatre durante l'AFI Fest 2022 il 4 novembre 2022.
L'uscita nella sale cinematografiche statunitensi è avvenuta il 18 novembre 2022. Alla fine dello stesso mese, il film è stato presentato fuori concorso al quarantesimo Torino Film Festival. In Italia verrà distribuito dal 4 gennaio 2023.

## Accoglienza

### Critica
Sull'aggregatore Rotten Tomatoes, il film ottiene l'88% delle recensioni professionali positive con un voto medio di 7,60 su 10 basato su 263 recensioni. Il consenso del sito web recita: "Sebbene Anche io faccia fatica ad aggiungere un tocco cinematografico alla sua storia basata sui fatti, rimane un degno e ben recitato tributo all'integrità giornalistica". Su Metacritic ha un punteggio di 72 su 100, basato su 11 recensioni.

## Riconoscimenti
- 2023 - Golden Globe[13]
  - Candidatura per la migliore attrice non protagonista a Carey Mulligan
- 2023 - Critics' Choice Awards[14]
  - Candidatura per la miglior sceneggiatura non originale a Rebecca Lenkiewicz